# Belanting
Belanting is een bestuurslaag in het regentschap Oost-Lombok van de provincie West-Nusa Tenggara, Indonesië. Belanting telt 6670 inwoners (volkstelling 2010).